# Roberto Zucco
Roberto Zucco es una obra de teatro de Bernard-Marie Koltès (1988), inspirada en hechos reales, que relata la historia de un asesino en serie italiano Roberto Succo, elevada a una dimensión mística y mezclada con la historia de una muchacha a quién él lleva a la perdición.
Esta obra provocó un enorme escándalo, porque en ella se confunden hecho reales y trágicos.

## Descripción
Ritmo rápido, situaciones expresionistas del más puro "Stationendrama", un desfile de personajes, una serie de muertes. Esta obra representa también la ruptura del dúo Koltès-Chéreau, fue puesta en escena por primera vez en Alemania, en Berlín en 1990.
«En febrero de este año, yo vi, un cartel dentro del metro, en él buscaba un asesino de un policía. Me quedé fascinado por la foto del cartel. Un tiempo después, vi en la televisión el mismo chico siendo capturado y llevado a la prisión esposado por unos policías, desde dentro de la misma prisión él desafió el mundo. (...) Su nombre es Roberto Succo: él, con tan solo quince años mató a sus padres y después huyó hasta los veinticinco años “razonables”, después cruzó precipitadamente la línea (...) que es la primera vez que tomo como punto de partida un hecho real, pero es que no hay un hecho real. Succo tiene una trayectoria de una pureza increíble.» (Bernard-Marie Koltès – Entrevista).

## Personajes
- Roberto Zucco, Su Madre.
- La Chiquilla, Su Hermana, Su Hermano, Su Padre, Su Madre.
- El señor Mayor.
- La señora Elegante, Su hijo.
- El Cachas.
- El Chulo impaciente.
- La Patrona.
- La Puta Alterada.
- El Inspector Melancólico.
- Un inspector.
- Un comisario.
- Guardia 1, guardia 2
- Prostitutas, Hombres y Mujeres del pueblo.

## Película
En 2009, se estrenó Roberto Succo, una producción colombiana dirigida por Christine Specht, Una Obra de Teatro que se convierte en un torbellino con aire circense y música en vivo los Funámbulos centro de Experimentación Artística.
En 2001, se estrenó Roberto Succo, una película francesa dirigida por Cédric Kahn,  inspirada en la vida de Roberto Succo.
- Datos: Q2842460